# Liste von Palmenbrunnen
In dieser Liste sind Palmenbrunnen aufgeführt, also Brunnen im öffentlichen Raum, die Palmen zum Thema haben.

## Deutschland
| Bezeichnung                | Bild           | Standort                                               | Bundesland     | Künstler             | Errichtung Einweihung | Weitere Informationen |
| -------------------------- | -------------- | ------------------------------------------------------ | -------------- | -------------------- | --------------------- | --- |
| Palmenbrunnen (Weißenfels) | weitere Bilder | Weißenfels, Jüdenstraße 21–23 (Burgenlandkreis) (Lage) | Sachsen-Anhalt | Bonifatius Stirnberg | 2000                  | Stadtbrunnen mit den Figuren von Heinrich Schütz, dem Herzogspaar und einer Schuhnäherin an der Steppmaschine in Erinnerung an die jahrhundertelange Tradition der Schuhfabrikation in Weißenfels |

## Weitere
| Bezeichnung                         | Bild           | Standort                                              | Staat                        | Künstler | Errichtung Einweihung | Weitere Informationen |
| ----------------------------------- | -------------- | ----------------------------------------------------- | ---------------------------- | -------- | --------------------- | --- |
| Fontaine du Palmier (Palmenbrunnen) | weitere Bilder | Paris, im 1. Arrondissement, Place du Châtelet (Lage) | Frankreich                   |          | 1808 vollendet        | Der Schaft der Säule ist als Palmenstamm gestaltet und das Kapitell ist mit Palmenblättern verziert. |
| Palmenbrunnen (Dubai)               | weitere Bilder | Dubai (Lage)                                          | Vereinigte Arabische Emirate |          |                       | Der 1335 Quadratmeter große Palmenbrunnen gilt als der größte Springbrunnen der Welt. Er fand im Guinness-Buch der Rekorde als „größtes Bauwerk seiner Art“ Einzug. Die Fontänen schießen laut Guinness World Records 105 Meter hoch, sie werden von 3000 Leuchtdioden angestrahlt. |
| Palmenbrunnen (Singapur)            | weitere Bilder | Singapur, Botanischer Garten                          | Singapur                     |          |                       | |